# Ebba Wrede
Ebba Gertrud Helena Wrede, född 7 juni 1918 i Karlskrona, Blekinge län, död 18 december 1957 i Katarina församling i Stockholm, var en svensk skådespelare och scripta.

## Filmografi
Roller
- 1942 – Bambi
- 1946 – Klockorna i Gamla Sta'n
- 1946 – Brita i grosshandlarhuset
- 1947 – Den långa vägen
- 1947 – Sjätte budet
- 1948 – Vart hjärta har sin saga

Scripta
- 1940 – Än en gång Gösta Ekman
- 1950 – Kvartetten som sprängdes

## Teater

### Roller
| År   | Roll                  | Produktion                                         | Regi               | Teater            |
| ---- | --------------------- | -------------------------------------------------- | ------------------ | ----------------- |
| 1945 | Olga                  | Tre systrar (Три сeстры, Tri sestry) Anton Tjechov | Per-Axel Branner   | Nya Teatern       |
| 1946 | Gloria                | Doris Marcel Thiébaut                              | Martha Lundholm    | Vasateatern       |
| 1947 |                       | Jag ska låta höra av mig Brita von Horn            | Ellen Isefiær      | Dramatikerstudion |
| 1948 | Grevinnan de Bréville | Fettpärlan Gösta Sjöberg                           | Harry Roeck-Hansen | Blancheteatern    |

### Fotnoter
1. ↑  ”Ebba Wrede”. Svensk Filmdatabas. http://sfi.se/sv/svensk-filmdatabas/Item/?type=PERSON&itemid=62237&ref=%2ftemplates%2fSwedishFilmSearchResult.aspx%3fid%3d1225%26epslanguage%3dsv%26searchword%3debba+wrede%26type%3dPerson%26match%3dBegin%26page%3d1%26prom%3dFalse. Läst 9 februari 2013.
2. ↑  ”Tre systrar”. Musik- och Teaterbiblioteket. https://calmview.musikverk.se/CalmView/Record.aspx?src=CalmView.Performance&id=PERF14123&pos=974. Läst 15 mars 2025.
3. ↑  Sten af Geijerstam (6 december 1945). ”Tjechovpjäs på Nya Teatern blev konstnärlig framgång”. Dagens Nyheter:  s. 14. https://arkivet.dn.se/tidning/1945-12-06/11161-332/14. Läst 15 mars 2025.
4. ↑  ”Doris”. Musikverket. http://calmview.musikverk.se/CalmView/Record.aspx?src=CalmView.Performance&id=PERF14096&pos=443. Läst 5 maj 2016.
5. ↑  Age (7 oktober 1947). ”Teater Musik Film”. Dagens Nyheter:  s. 11. http://arkivet.dn.se/arkivet/tidning/1947-10-07/271/11. Läst 10 februari 2016.
6. ↑  ”Fettpärlan”. Musikverket. http://calmview.musikverk.se/CalmView/Record.aspx?src=CalmView.Performance&id=PERF22239&pos=147. Läst 24 april 2016.